# Capela de Nossa Senhora da Confiança
A Capela de Nossa Senhora da Confiança está localizada num monte sobranceiro à vila de Pedrógão Pequeno, no Município de Sertã,  de onde tem-se soberba vista sobre uma vasta área que abarca as serranias da Lousã, de Sicó e, nos dias de céu mais limpo, até a própria Serra da Estrela. A seus pés fica a imponente barragem do Cabril com a sua albufeira, num convite ao recreio náutico.
De construção imemorável, terá sido construída sobre os restos de um castro pré-lusitano. o edifício atual foi construído em 1906 por ordem da família Conceição e Silva.
De corpo único e de uma simplicidade extrema, é composta por uma só nave, com coro, sobre a entrada principal. Com três altares, um de São Jorge, outro de São Francisco de Assis e o altar mor onde se encontra a imagem de Nossa Senhora da Confiança.
Toda a capela é simples, sem grande valor arquitectónico, mas com uma imponente fachada.
No teto podemos encontrar uma magnífica pintura de um brasão partido, tendo de um dos lados as antigas armas de Pedrógão Pequeno, uma águia sobre um vale onde corre um rio, verticalmente (não horizontalmente como o de Pedrógão Grande), e do outro o A e M de Avé Maria sobrepostos em monograma como é habito da tradição mariana. Tem ainda dois quadros com representações de anjos da guarda.
Sendo uma capela com gestão especial, não exclusivamente paroquial, nela não é celebrada missa regularmente, só em ocasiões festivas, ou casamentos e batizados.

## Imagem
A imagem em si não tem grande valor monetário (é construída com uma estrutura interna de arame, com cabeça e mãos de manequim), mas tem um vasto tesouro constituído por jóias, sumptuosos fatos debruados a ouro, coroas diversas, etc.

## Festas
As festas realizam-se sempre nos dias 7, 8 e 9 de Setembro. São de merecida fama quer o fogo de artifício, quer as procissões que congregam centenas de pessoas, numa imagem de devoção e sacrifício inigualável. É uma das principais romarias da beira centro portuguesa.

## Associação
Atualmente a gestão de todos os imóveis pertencentes ao monte (casa de fogo, palcos, casa de assistência, etc.) está entregue a uma associação de desenvolvimento recém constituída, que visa desenvolver as potencialidades turísticas do monte de Nossa Senhora da Confiança.

## Arqueologia
Escavações arqueológicas realizadas no final do século XX, revelaram diversas estruturas do primitivo castro. Atualmente todas as estruturas descobertas estão sendo tapadas pela ação do tempo, apagando de novo tais registos da primitividade da ocupação do local.

## Hotel
No monte localiza-se um hotel de amplas vistas e de elevado conforto. De momento encontra-se aberto o "Hotel da Montanha".